# Baby Bens
Benita Banu, mieux connue sous le nom de scène Baby Bens ou Baby B3ns, est une musicienne allemande.

## Biographie
Baby Bens naît en 1998 ou 1999 et grandit à Hanovre. Elle étudie l'art dramatique et la musique à Berlin. En 2019, elle joue dans le clip de Ponny de Yung Hurn, avec lequel elle gère également un label de mode depuis mi-2022.
Son premier single Baby Blizzard, sorti en octobre 2022, déclenche un engouement viral sur TikTok et Instagram, plateformes sur lesquelles elle avait déjà pu se construire une plus grande audience grâce à des contenus de mode et où elle s'est montrée pendant quelque temps presque quotidiennement en train de travailler sur ses chansons,. Sur le plan musical, elle était déjà active en tant que DJ de musique électronique. Peu de temps après, une version plus rapide de Baby Blizzard suit. Le single est produit par Replay Okay, qui travaillait auparavant entre autres pour Domiziana, et sort sur le label 0909 Future Club, tout comme les publications de Domiziana. Pour le webzine laut.de, le « kartzen de synthé nostalgique », la « grosse ligne de basse » et la voix pitchée rappellent Like a G6 de Far East Movement. Le webzine Diffus présente le single comme recommandation du jour. Sur la base de Baby Blizzard, Baby Bens fait également partie de la liste des 6 meilleurs jeunes musiciens allemands pour 2023 du magazine de mode Vogue.
Avec le single Schmetterling, sorti en 2023 et dont la promotion est notamment assurée par un grand panneau d'affichage dans la Warschauer Straße à Berlin, Baby Bens se classe pour la première fois à la 39e place des singlecharts allemands et à la 53e place des singlecharts autrichiens,. Comme son premier single, Schmetterling est présenté par Diffus comme recommandation du jour.
Le magazine Vogue décrit son style, qu'elle appelle elle-même « baby core », comme un mélange d'hyperpop, de hip-hop allemand et de dance. L'esthétique japonaise des animes et le grunge sont identifiés comme sources d'inspiration. Baby Bens s'est notamment produite sur les scènes des festivals Melt!, Superbloom Festival et Lollapalooza Berlin.

## Discographie

### Singles
- 2022 : Baby Blizzard
- 2023 : Herzcrash
- 2023 : Sunglasses (avec Imanbek)
- 2023 : Schmetterling (39e en Allemagne, 53e en Autriche[6])
- 2024 : Liebe in Stereo (avec Yung Hurn) (44e en Allemagne, 24e en Autriche, 89e en Suisse[6])
- 2024 : T-Shirt
- 2024 : Ecstasy
- 2024 : Sternenstaub